# Crna Trava (općina)
Općina Crna Trava (srpski: Општина Црна Трава) je općina u Jablaničkom okrugu u Srbiji. Središte općine je gradić Crna Trava. Crna Trava je mala rijetko naseljena općina na jugu Srbije na granici s Bugarskom.

## Stanovništvo
Prema popisu stanovništva iz 2002. godine općina je imala 2.563 stanovnika, većinsko stanovništvo čine Srbi, općina ima veliki demografski gubitak stanovništva.

## Administrativna podjela
Općina Crna Trava podjeljena je na 24 naselja.

## Vanjske poveznice
- Općina Crna Trava  Arhivirana inačica izvorne stranice od 25. siječnja 2008. (Wayback Machine)